# N411 (België)
De N411 is een gewestweg in de Belgische provincie Oost-Vlaanderen. De weg verbindt de R41 in Aalst met de N47 in Nijverseel. De route heeft een lengte van ongeveer 8 kilometer.

## Plaatsen langs de N411
- Moorsel
- Baardegem